# El fin de la historia y el último hombre
El fin de la historia y el último hombre (The End of History and the Last Man) es un libro de Francis Fukuyama de 1992. Fukuyama expone una polémica tesis: la historia, como lucha de ideologías, ha terminado, con un mundo final basado en una democracia liberal que se ha impuesto tras el fin de la Guerra Fría.

## ¿El fin de la historia?
Como parte de un ensayo anterior de 1989, «¿El fin de la historia?» se publicó en la revista de asuntos internacionales The National Interest. Fukuyama explicaba el triunfo de las democracias liberales como efecto de la caída del comunismo. Así, el fin de la historia se interpreta como el fin de las guerras y las revoluciones sangrientas.

## Argumento

### El pensamiento único
Inspirándose en Hegel y en alguno de sus exégetas del siglo XX, como Alexandre Kojève, afirma que el motor de la historia, que es el deseo de reconocimiento, el thimos, se ha paralizado en la actualidad, debido a la disolución del bloque oriental conformado por gobiernos comunistas, acto que deja como única opción viable una democracia liberal, tanto en lo económico como en lo político. Se constituye así en el llamado pensamiento único: las ideologías ya no son necesarias y han sido sustituidas por la economía. Estados Unidos es, por así decirlo, la única realización posible del sueño marxista de una sociedad sin clases. En palabras de Fukuyama: "El fin de la historia significaría el fin de las guerras y las revoluciones sangrientas, los hombres satisfacen sus necesidades a través de la actividad económica sin tener que arriesgar sus vidas en ese tipo de batallas".[cita requerida]

### Bases de la democracia liberal
Su definición de democracia liberal se sustenta en al menos tres puntos:
- Disponer de una economía de libre mercado
- Poseer un gobierno representativo
- Mantener los derechos jurídicos

Según sus propias palabras "como idea, la democracia liberal es el único sistema político con algún tipo de dinamismo".
Sugiere una relación entre el desarrollo económico surgido al calor de los sistemas industriales de los Estados Unidos, Europa Occidental o Japón y la capacidad de sostener unos sistemas representativos similares con unas democracias estables.

### La ciencia como base social
Pero esto no significa que ya no sucederán más cosas a través de la historia porque, argumenta él, la historia generalmente va determinada por la ciencia y esta no ha encontrado todavía sus límites. Por el contrario, Fukuyama cree que ahora es el turno de la biología; los descubrimientos que se hagan en esta ciencia orientarán el futuro.
Fukuyama cree en el humanismo, la cultura y la ciencia como base moral capaz de desplazar a la religión u otros dogmas morales o éticos. Es decir, cree que a través de los derechos humanos universales se puede llegar a unos deberes humanos universales.

### La libertad
Defiende también reformas en lo económico y lo político. Es vital una apertura internacional (globalización) que le dé competitividad al mercado interno; además, es fundamental que existan libertades políticas y se eviten los gobiernos autoritarios o represivos. En la economía el Estado debe desempeñar un papel mínimo, permitiendo que el capital privado se mueva con la mayor libertad jurídica posible:

Todo funciona mejor si puede dar por sentado un marco jurídico estable y efectivo, que permita la seguridad de los derechos de propiedad y de las personas, y un sistema de asociación privada relativamente transparente. Pero estas características no han prevalecido en los países latinoamericanos. En muchos casos, el Estado ha sido arbitrario y rapaz. Como consecuencia, se redujeron los radios de confianza al nivel de la familia y los amigos y se generó una dependencia a ellos.
Fukuyama[cita requerida]